# Anastacia (альбом)
Anastacia (рус. Анастейша) — третий студийный альбом американской певицы Анастейши, выпущенный 29 марта 2004 года на лейбле Epic Records. Альбом имел большой коммерческий успех, достигнув вершины альбомных чартов в ряде стран, включая Австралию, Бельгию, Германию, Грецию, Нидерланды, Швецию и Великобританию. Anastacia так и не вышел на родине певицы в США, несмотря на планы выпустить его 30 августа 2005 года с трек-листом, отличающимся от европейской версии. По неизвестным причинам планы были отменены.

## Предыстория
В январе 2003 года, когда Анастейша готовилась к операции по уменьшению груди в связи с ортопедическими причинами у неё был обнаружен рак молочной железы. Впоследствии певица организовала Anastacia Fund через The Breast Cancer Research Foundation для повышения осведомления о раке молочной железы среди молодых женщин.
После этого травматического опыта Анастейша отправилась в студию звукозаписи, чтобы записать альбом Anastacia с Гленом Баллардом, Далласом Остином и Дэйвом А. Стюартом.
На своём официальном сайте Анастейша объяснила, что болезнь усложнила запись альбома:

«Это был неприятный опыт. Обычно я ищу яркую сторону вещей, но до сих пор в этой записи для меня нет ничего положительного. Мой врач сказал мне, что я устала. Я не могла ни на чём сосредоточиться. Я написала куплет, а затем я не могу написать припев, я написала припев, но не могу написать переход. Я не могла говорить, я не могла думать, я была совершенно не в себе. Врачи говорили, что я устала — ну конечно, ведь у меня бессонница. Это было жестко…»

## Коммерческий успех
Anastacia оказался огромным хитом, достигнув вершины альбомных чартов в одиннадцати европейских странах, включая Австрию, Германию, Нидерланды, Швейцарию, Швецию, Великобританию, а также #2 в Ирландии, Италии, Португалии и Испании. Первый сингл с альбома «Left Outside Alone» был также успешным, достигнув #1 в Австралии, Австрии, Италии, Испании и Швейцарии, а также попал в Топ-5 в ряде других стран и в чарте European Hot 100 Singles. С альбома также были выпущены ещё три хита: «Sick and Tired», «Welcome to My Truth» и «Heavy on My Heart».

## Список композиций
| №   | Название                             | Автор(ы)                                            | Продюсер(ы)                   | Длительность |
| --- | ------------------------------------ | --------------------------------------------------- | ----------------------------- | ------------ |
| 1.  | «Seasons Change»                     | Anastacia, Kara DioGuardi, John Rzeznik             | Glen Ballard                  | 4:17         |
| 2.  | «Left Outside Alone»                 | Anastacia, Dallas Austin, Ballard                   | Austin, Ballard               | 4:17         |
| 3.  | «Time»                               | Anastacia, Ballard, Austin                          | Ballard, Austin               | 3:33         |
| 4.  | «Sick and Tired»                     | Anastacia, Ballard, Austin                          | Ballard, Austin               | 3:30         |
| 5.  | «Heavy on My Heart»                  | Anastacia, Billy Mann                               | Ballard                       | 4:26         |
| 6.  | «I Do» (при участии Sonny из P.O.D.) | Anastacia, DioGuardi, Lukas Burton, Danny Weissfeld | Ric Wake, Richie Jones (add.) | 3:04         |
| 7.  | «Welcome to My Truth»                | Anastacia, DioGuardi, John Shanks                   | Shanks                        | 4:03         |
| 8.  | «Pretty Little Dum Dum»              | Anastacia, Ballard, DioGuardi                       | Ballard                       | 4:37         |
| 9.  | «Sexy Single»                        | Anastacia, David A. Stewart                         | Stewart                       | 3:52         |
| 10. | «Rearview»                           | Anastacia, DioGuardi, Shanks                        | Shanks                        | 4:12         |
| 11. | «Where Do I Belong»                  | Anastacia, DioGuardi, Patrick Leonard               | Leonard                       | 3:26         |
| 12. | «Maybe Today»                        | Anastacia, Stewart                                  | Stewart                       | 5:15         |

| №   | Название                                             | Длительность |
| --- | ---------------------------------------------------- | ------------ |
| 13. | «Left Outside Alone» (Jason Nevins Global Club Edit) | 4:16         |

| №  | Название                  | Длительность |
| -- | ------------------------- | ------------ |
| 1. | «The Making of Anastacia» |              |
| 2. | «2002 Europe Promo Tour»  |              |
| 3. | «Photo Gallery»           |              |

## Чарты
| Чарт (2004)                          | Высшая позиция |
| ------------------------------------ | -------------- |
| Австралия (ARIA)                     | 1              |
| Австрия (Ö3 Austria Top 40)          | 1              |
| Бельгия (Ultratop 50 Flanders)       | 1              |
| Бельгия (Ultratop 50 Wallonia)       | 5              |
| Дания (Danish Albums Chart)          | 1              |
| Нидерланды (MegaCharts)              | 1              |
| Европа (European Top 100 Albums)     | 1              |
| Финляндия (Suomen virallinen lista)  | 3              |
| Франция (SNEP)                       | 14             |
| Германия (Media Control AG)          | 1              |
| Греция (IFPI Greece)                 | 1              |
| Венгрия (Mahasz)                     | 4              |
| Ирландия (Irish Albums Chart)        | 2              |
| Италия (FIMI)                        | 2              |
| Япония (Oricon)                      | 232            |
| Новая Зеландия (Recorded Music NZ)   | 26             |
| Норвегия (VG-lista)                  | 1              |
| Польша (Polish Albums Chart)         | 16             |
| Португалия (Portuguese Albums Chart) | 2              |
| Испания (Spanish Albums Chart)       | 2              |
| Швеция (Sverigetopplistan)           | 1              |
| Швейцария (Swiss Hitparade)          | 1              |
| Великобритания (UK Albums Chart)     | 1              |

| Чарт (2004)        | Позиция |
| ------------------ | ------- |
| Австралия          | 14      |
| Австрия            | 2       |
| Бельгия (Фландрия) | 6       |
| Бельгия (Валлония) | 38      |
| Дания              | 12      |
| Нидерланды         | 2       |
| Европа             | 2       |
| Финляндия          | 21      |
| Франция            | 41      |
| Германия           | 1       |
| Венгрия            | 32      |
| Ирландия           | 18      |
| Испания            | 8       |
| Швеция             | 11      |
| Швейцария          | 1       |
| Великобритания     | 6       |
| Мировой            | 15      |

## История релиза
| Регион         | Дата          | Лейбл                          |
| -------------- | ------------- | ------------------------------ |
| Великобритания | 29 марта 2004 | Epic Records, Daylight Records |
| Германия       | 29 марта 2004 | Sony Music                     |
| Италия         | 29 марта 2004 | Sony Music                     |
| Япония         | 9 июня 2004   | Sony Music                     |